# Luis Sánchez Agesta
Luis Sánchez Agesta (Granada, Andalusia, 24 de juny de 1914 - Madrid, 3 d'abril de 1997) fou un polític, jurista i historiador espanyol.

## Biografia
Nascut a Granada l'any 1914 es llicencià en Dret a la Universitat de Granada, de la qual fou professor amb tan sols vint anys. Doctorat a la Universitat Complutense de Madrid, en acabar la Guerra Civil espanyola va aconseguir la càtedra de dret polític la Universitat d'Oviedo, per aconseguir posteriorment la de la seva ciutat natal, esdevenint-ne el rector l'any 1951.
El 1961 es trasllada a Madrid com a catedràtic de dret polític, i el 1968 és nomenat president de la comissió promotora de la Universitat Autònoma de Madrid, accedint el 1972 al rectorat d'aquesta. L'activitat docent la realitzà així mateix a l'estranger, sent nomenat en diverses ocasions professor visitants d'universitats de Nova York i Buenos Aires
La seva activitat política se centrà a Madrid, esdevenint conseller d'aquest ajuntament, així com per la seva pertinença al Consell Privat del comte de Barcelona Joan de Borbó. Posteriorment va esdevenir procurador a les Corts i membre del Consell d'Estat el 1977, any en el qual aconsegueix la càtedra de Dret Constitucional i és designat senador a les Corts Constituents pel rei Joan Carles I.
El 1988 fou guardonat, juntament amb Luis Díez del Corral, amb el Premi Príncep d'Astúries de Ciències Socials per la seva dedicació a la investigació i ensenyament universitari del Dret Polític i Constitucional, i per la seva àmplia obra científica reflectida en nombroses publicacions, entre les quals destaquen les seves aportacions a l'estudi analític de la Constitució Espanyola de 1978.

## Obres seleccionades
- El pensamiento político del despotismo ilustrado, 1953
- Historia del constitucionalismo español, 1955
- El concepto de Estado en el pensamiento español del s. XVI, 1959
- Sistema político de la Constitución española de 1978, 1980
- La Constitución de 1876 y el Estado de la Restauración, 1985